# Ключник, Иван Фёдорович
Иван Фёдорович Ключник (23 февраля 1923, с. Солохи, Курская губерния — 4 августа 1996, Берёзовский, Свердловская область) — участник Великой Отечественной войны, стрелок-разведчик 722-го стрелкового полка (206-я стрелковая дивизия, 47-я армия, Воронежский фронт). Герой Советского Союза (1944).

## Биография
Родился 23 февраля 1923 года в селе Солохи (ныне — Белгородского района Белгородской области). Русский.
Образование начальное. Работал в колхозе. В Красной Армии с 1943 года.
Стрелок-разведчик И. Ф. Ключник первым 25 сентября 1943 года с разведкой полка форсировал Днепр в районе города Канев (Черкасская область). 13 октября 1943 в боях за высоту на плацдарме в первых рядах штурмовал вражеский опорный пункт. Ворвавшись в траншею, действовал смело и решительно, чем способствовал захвату высоты. Был ранен.
Звание Героя Советского Союза присвоено 3 июня 1944 года.
С августа 1945 года — демобилизован. Жил в Березовском и в Свердловске (в районе пос. Исток). Работал в отделе перевозок гражданской авиации в пос. Кольцово г. Свердловск, в Уральском НИИ сельского хозяйства, в совхозе «Шиловский».
Умер 4 августа 1996 года. Похоронен в городе Берёзовский.

## Память
В честь И. Ф. Ключника в Березовском учреждён приз за первенство по лыжному спорту. 

Его именем названа средняя школа № 8 в городе Берёзовский.

## Награды
- Медаль «Золотая Звезда» Героя Советского Союза (3 июня 1944 года).
- Награждён Орденом Ленина, Орденом Отечественной войны 1-й степени.
- Медали, среди которых медаль «За отвагу».